# ジョイパックチキン
ジョイパックチキン（Joy Pack Chicken） は、北海道釧路市でスーパーヒロセが運営するファーストフード店。看板商品は「カレーチキン」。この項目では、ジョイパックチキンの運営会社でありスーパーマーケットの「ビッグフーズひろせ」を運営する「有限会社スーパーヒロセ」「株式会社Bae」についても説明する。

## 概要
北海道釧路市で展開するファーストフード店。看板商品であるカレー味のフライドチキン「カレーチキン」を中心に、アイスクリームやポテト、チャーハン、ドリンク等を販売する。一時期は小樽本店、札幌店、千歳店、網走店、留萌店も存在したが、現在は何れも閉店している。
小樽本店の閉店後は、唯一残ったビッグハウス釧路店(旧十條サービスセンター)にジョイパックチキン本部を移し運営していた。しかし2018年11月、ビッグハウス釧路店が、老朽化等により「スーパーアークス鳥取大通店」へ建替えの為閉店し、閉店後2019年3月にジョイパックチキン公式Twitterが開設され再開が予告され同年6月7日に「芦野本店」を開店し、7ヶ月で再開店を果たした。またフランチャイズ方式1号店である「釧路昭和店」が6月29日にオープン。続いて、FC2号店の「札幌琴似店」が12月21日にオープンしたものの、2023年7月2日に閉店することが発表された。

## スーパーヒロセ
有限会社スーパーヒロセは、スーパーマーケット「ビッグフーズひろせ鳥取店」、ファーストフード店「ジョイパックチキン」、中古本販売店「BOOK OFF」（フランチャイズ運営）の運営を行う企業。
また、株式会社Baeは、スーパーマーケット「ビッグフーズひろせ睦店」の運営を行う企業。
「ビッグフーズひろせ」の2店舗は全日食チェーンに加盟している。

### 沿革[6]
- 1964年2月29日 - 釧路市柳町に資本金500万円にて「有限会社  広瀬商店」を創立。酒、たばこ、生鮮食品、食品雑貨を販売。
- 1968年9月 - 釧路市鳥取大通7丁目に移転。釧路市柳町8番地に支店設置。
- 1978年 - 資本金を800万円に増額し、「有限会社スーパーひろせ」と商号変更。
- 1980年 - 釧路市鳥取大通2丁目に「ジョイパックチキン」開店。
- 1981年 - 釧路市鳥取大通6丁目に「ビッグフーズひろせ」移転。
- 1982年8月 - 資本金を3,600万円に増額。
- 1988年12月 - 釧路町睦に書籍・文具の販売、CD・ビデオのレンタルサービス「ブックシティナウ」開店。
- 1992年10月- 釧路町北都に大衆焼肉店「ファミリーバイキング赤門」開店。
- 1995年 - 釧路市芦野に「ブックオフ公立大学前店」開店。
- 1996年12月 - 釧路市星が浦大通2丁目5に「ブックシティナウ」「ファミリーバイキング赤門」開店。
- 2006年5月25日 - 「株式会社Bae」設立。
- 2006年6月 - 釧路町睦に「ビックフーズひろせ睦店」開店。
- 2010年8月 - 釧路市白樺台に「ビックフーズひろせ白樺店」開店。
- 2011年12月 - 釧路市星が浦の「ファミリーバイキング赤門」閉店。
- 2018年2月 - 釧路市白樺台の「ビックフーズひろせ白樺店」閉店。
- 2018年11月 - 釧路市鳥取大通2丁目の「ジョイパックチキン」閉店。
- 2019年6月 - 釧路市芦野に「ジョイパックチキン芦野本店」開店。
- 2019年9月 - 釧路市昭和に「ジョイパックチキン昭和店」開店。
- 2019年12月 - 札幌市琴似に「ジョイパックチキン琴似店」開店。
- 2022年3月 -釧路市鳥取大通の「ビックフーズひろせ鳥取店」閉店。
- 2022年5月 - ジョイパックチキン琴似店を移転し「ジョイパックチキン イトーヨーカドー琴似店」開店。